# Vorderbad Laterns
Das Vorderbad Laterns, „in der Wies“ (auch: Anteriori balnei laternsii oder Vorderes Laternserbad, etwa 790 m ü. A.) war ein in Laterns (Vorarlberg, Österreich) liegendes Heilbad in der Parzelle „Bädle/Vorderbad“ in der Nähe der Frutz (etwa bei Gewässerkilometer 12,30).

## Geschichte
Der Beginn des Badebetriebes im Vorderbad ist nicht bekannt. Das Wasser wurde vom Historiker, Mediziner und Astrologen Achilles Pirminius Gasser (auch Gasserus; 1505–1577) im Jahr 1558 gepriesen ob seiner Heilwirkung. Am 27. Mai 1642 wurde von Vogteiverwalter Christoph Moritz von Altmannshausen, dem Hubmeister Johann Christoph von der Halden zu Haldenegg und Hofschreiber Johann Wilhelm Mariuß dem „Badmeister im vorderen Laterns“, Johann Gaßner, die Badgerechtigkeit neu bestätigt, da die früheren Urkunden verloren gegangen seien. Das Holzbezugsrecht für die Erwärmung des Badewassers wurde gleichzeitig erneuert und festgelegt, dass das Bad einen Jahreszins von vier Pfund Wachs an die Pfarrkirche auf dem Liebfrauenberg in Rankweil und 23 Schilling Pfennig an das Hubamt zu entrichten habe.
1685 erteilte der Bischof von Chur, Ulrich de Mont, dem Johannes Zimmermann die Bewilligung, im Bad Vorderlaterns eine Kapelle einzurichten, in der während der Badesaison an einem tragbaren Hausaltar (altare portatile) die Messe gelesen werden durfte (siehe Ulrich-Geser-Altar). Auflage an Johannes Zimmermann und seine Nachfolger war dabei, dass Altar, Kelch und Paramente immer ordentlich behandelt werden. 1707 wurde dem Badmeister Florinus Matt, 1737 dem Christian Kock und 1804 dem Josef Weiß diese Bewilligung erneuert. 
Gegen den Inhaber des Vorderbades, Johann Adam Nesensohn, wurde am 7. Mai 1816 beim Landgericht Feldkirch verhandelt, weil er nach Vorbringen der Klägerin, der Gemeinde, unerlaubt Holz schlagen lasse und gewinnbringend verkaufe. Der Badebetrieb wurde im Laufe des 19. Jahrhunderts ganz eingestellt und 1902 das Bad verkauft.

## Badebetrieb und Heilquelle
Bei der Heilquelle handelte es sich um eine schwache, kalte Schwefelquelle, wohl ähnlich der in Bad Haslach in Dornbirn. Die größte Bedeutung hatte das Bad im 17. Jahrhundert.
Im Badebetrieb wurden die Heilsuchenden in Holz-Zubern mit dem Wasser in Kontakt gebracht. In der eigenen Hauskapelle des Vorderbades durften Messen gelesen werden. 1841 war das Vorderbad noch als Heilbad in Verwendung, wurde dann aber zu einem unbekannten Zeitpunkt eingestellt. In Mineralquellen Vorarlbergs von Josef Zehenter, 1895, wird das Voderbad bereits als nicht mehr in Betrieb erwähnt.
In Eduard Jos Kochs Abhandlung aus dem Jahr 1843: „Abhandlung über Mineralquellen in allgemein wissenschaftlicher Beziehung und Beschreibung aller in der Oesterreichischen Monarchie bekannten Bäder und Gesundbrunnen“, fand das Vorderbad keine Erwähnung.

## Geographie / Topographie
Während im Laternsertal die Siedlungen durchwegs auf der Sonnenseite des Tales liegen, wurde das Vorderbad auf der Schattenseite errichtet (linke Frutzseite). Das Bad war lange Zeit auch nur auf einer schlechten Straße und einen primitiven Steg über die Frutz erreichbar, bis 1698 eine richtige Brücke gebaut wurde, die jedoch bei einem Unwetter bereits 1726 wieder weggerissen wurde.
Das Vorderbad lag etwa 750 m Luftlinie vom Dorfzentrum Laterns, 9 km von Feldkirch und 33 km vom Bodensee, entfernt, etwa in der Mitte des Laternsertals. Nördlich fließt etwa 100 m entfernt die Frutz. Vom Badhaus selbst sind heute weitgehend nur noch die Grundmauern erhalten.